# レオナルド・デ・ソウザ・ペレイラ
レオ・セアラ（Léo Ceará）ことレオナルド・デ・ソウザ・ペレイラ（Leonardo de Sousa PEREIRA、1995年2月3日 - ）は、ブラジル・セアラー州フォルタレザ出身のプロサッカー選手。Jリーグ・鹿島アントラーズ所属。ポジションはフォワード（FW）。
FC琉球在籍時の登録名はレオナルド。

## 経歴

### FC琉球
2016年、ヴィトーリアでの活躍を見ていたFC琉球に見出されて、加入。J3第2節FC東京U-23戦でデビューし初得点、続くJ3第3節セレッソ大阪U-23戦で2試合連続ゴールを決めたものの、その後は無得点となり、シーズンを通すと23試合2得点と期待通りの活躍は出来ず、期限付き移籍満了により退団。
この頃は、現在の妻である恋人をブラジルにおいてきたこともあり、初めての外国生活と一人暮らしへの適応に苦しんでいた。

### ブラジル復帰
ブラジルに帰国、期限付き移籍を重ねる中で精神的に不安定な時期もあったが、結婚したことが大きかったといい、「妻が心の支えになり、アスリートとして、体のケアを含めて安定してやるべきことをやれました。それが選手としての成長につながった」と話した。

### Jリーグ復帰
2021年1月23日、横浜F・マリノスへ完全移籍加入の内定が発表された。5年振りにJリーグに復帰した。
新型コロナウイルスの影響で合流が遅れ、わずかな練習時間しか確保できなかったものの、4月24日のリーグ第11節の横浜FC戦で終盤に途中出場し、最初に関与したプレーで移籍後初ゴールを決めた。8月には7試合で6得点3アシストと大活躍し、J1月間MVPに選ばれた。
2022年、7月の5試合でハットトリックを含む6得点を挙げ、月間MVPに選出。チームトップタイの11得点を挙げ、3年ぶりのリーグ優勝に貢献。ただ、アンデルソン・ロペスの台頭により、8月以降は全試合で先発から外れ、9月以降は1得点だった。
2023年、小菊昭雄率いるセレッソ大阪に完全移籍加入、10月28日のリーグ戦のガンバ大阪との大阪ダービーで得点を決めて2年連続のシーズンダブルに貢献した。またこの得点がJリーグで自身最高記録を更新するリーグ戦12得点目となり、Jリーグ復帰後3年連続でリーグ戦での得点数が前年を超えた。
2024年、リーグ戦で自己最高得点記録を更新した。4年連続でリーグ戦での得点数が前年を超えた。第31節にリーグ戦20得点台にのせた。これはこの年のJリーグの全カテゴリーで最速記録だった。アンデルソン・ロペスに次ぐ得点ランク2位で終えた。
2025年、鹿島アントラーズに完全移籍加入。背番号はセレッソ大阪と同じく9番。

## エピソード
- 本人が「寒いより暑いほうがいい」と話す通り、気温が25度以上になる6月下旬から8月にかけて得点を重ねている[10]。マリノス在籍時の得点が夏場に集中しているのは事実だが、Jリーグ全体として夏場に得点数が増えるというデータがあり、2～3月の得点数が少ないのは、シーズンが始まったばかりで連係面の構築が発展途上であることや、対戦相手の情報が少ないということ、逆にシーズン終盤は優勝や残留争いが現実的となるなかで、同様にリスクを排除する戦いを展開するチームが増えるのが恒例となっている、つまり「暑さ」というキーワード以外にも、チーム状況や、戦術・戦略といった要素が得点数の増減に多分な影響を与えていることが考えられる[11]。
- 過去には一人での生活に苦しみ、選手としてのパフォーマンスも低調であったが、その後は活躍しており、2024年には「家族の支えがあってこそ活躍できる」と話している[12]。
- 試合前のルーティンは「奥さんや家族と会話をすること。キックオフの直前には、神様にお祈りをする。このふたつは欠かさずにやっていることです」と話した[13]。
- 2025年、鹿島移籍に伴い鹿島サポーターから個人チャントが披露された。原曲はボン・ジョヴィの「Livin' on a Prayer」である。

## 個人成績
| 国内大会個人成績 | 国内大会個人成績 | 国内大会個人成績 | 国内大会個人成績 | 国内大会個人成績 | 国内大会個人成績 | 国内大会個人成績 | 国内大会個人成績 | 国内大会個人成績 | 国内大会個人成績 | 国内大会個人成績 | 国内大会個人成績 |
| 年度             | クラブ           | 背番号           | リーグ           | リーグ戦         | リーグ戦         | リーグ杯         | リーグ杯         | オープン杯       | オープン杯       | 期間通算         | 期間通算         |
| 年度             | クラブ           | 背番号           | リーグ           | 出場             | 得点             | 出場             | 得点             | 出場             | 得点             | 出場             | 得点             |
| ブラジル         | ブラジル         | ブラジル         | ブラジル         | リーグ戦         | リーグ戦         | ブラジル杯       | ブラジル杯       | オープン杯       | オープン杯       | 期間通算         | 期間通算         |
| ---------------- | ---------------- | ---------------- | ---------------- | ---------------- | ---------------- | ---------------- | ---------------- | ---------------- | ---------------- | ---------------- | ---------------- |
| 2013             | ヴィトーリア     | -                | セリエA          | 0                | 0                | -                | -                | -                | -                | 0                | 0                |
| 2014             | -                | 0                | セリエA          | 0                | -                | -                | -                | -                | 0                | 0                |                  |
| 2015             | -                | セリエB          | 4                | 0                | -                | -                | -                | -                | 0                | 0                |                  |
| 日本             | 日本             | 日本             | 日本             | リーグ戦         | リーグ戦         | リーグ杯         | リーグ杯         | 天皇杯           | 天皇杯           | 期間通算         | 期間通算         |
| 2016             | 琉球             | 15               | J3               | 23               | 2                | -                | -                | 2                | 0                | 25               | 2                |
| ブラジル         | ブラジル         | ブラジル         | ブラジル         | リーグ戦         | リーグ戦         | ブラジル杯       | ブラジル杯       | オープン杯       | オープン杯       | 期間通算         | 期間通算         |
| 2017             | カンピネンセ     | -                | セリエD          | -                | -                | -                | -                | -                | -                | -                | -                |
| 2017             | コンフィアンサ   | -                | セリエC          | 10               | 1                | -                | -                | -                | -                | 10               | 1                |
| 2018             | コンフィアンサ   | -                | セリエC          | 17               | 9                | -                | -                | -                | -                | 17               | 9                |
| 2018             | ヴィトーリア     | 18               | セリエA          | 17               | 5                | -                | -                | -                | -                | 17               | 5                |
| 2019             | ヴィトーリア     | 20               | セリエB          | 1                | 0                | -                | -                | -                | -                | 1                | 0                |
| 2019             | CRB              | 9                | セリエB          | 33               | 14               | -                | -                | -                | -                | 33               | 14               |
| 2020             | ヴィトーリア     | 9                | セリエB          | 33               | 16               | 1                | 0                | -                | -                | 34               | 16               |
| 日本             | 日本             | 日本             | 日本             | リーグ戦         | リーグ戦         | リーグ杯         | リーグ杯         | 天皇杯           | 天皇杯           | 期間通算         | 期間通算         |
| 2021             | 横浜FM           | 9                | J1               | 27               | 10               | 4                | 2                | 1                | 1                | 32               | 13               |
| 2022             | 横浜FM           | 9                | J1               | 31               | 11               | 2                | 2                | 2                | 1                | 35               | 14               |
| 2023             | C大阪            | 9                | J1               | 33               | 12               | 5                | 0                | 3                | 2                | 41               | 14               |
| 2024             | C大阪            | 9                | J1               | 38               | 21               | 3                | 0                | 1                | 0                | 42               | 21               |
| 2025             | 鹿島             | 9                | J1               |                  |                  |                  |                  |                  |                  |                  |                  |
| 通算             | 日本             | 日本             | J1               | 129              | 54               | 14               | 4                | 7                | 4                | 150              | 62               |
| 通算             | 日本             | 日本             | J3               | 23               | 2                | -                | -                | 2                | 0                | 25               | 2                |
| 総通算           | 総通算           | 総通算           | 総通算           | 152              | 56               | 14               | 4                | 9                | 4                | 175              | 64               |

- Jリーグ初出場 - 2016年3月20日 J3第2節・FC東京U-23戦（味の素フィールド西が丘）
- Jリーグ初得点 - 2016年3月20日 J3第2節・FC東京U-23戦（味の素フィールド西が丘）

## タイトル

### クラブ
横浜F・マリノス
- J1リーグ：1回（2022年）

### 個人
- Jリーグ月間MVP：2回（2021年8月、2022年7月）
- J1優秀選手賞：1回（2024年）